# Pilosella koernickeana
Pilosella koernickeana — вид рослин із родини айстрових (Asteraceae).

## Біоморфологічна характеристика
Це багаторічна рослина 20–60 см заввишки. Пагони видовжені, тонкі, майже з рівновеликими листками. Загальне суцвіття стисло- чи нещільно волотисте (з зонтиковою верхівкою), з 6–30 зонтиками. Приквітки сірі, зі світлою облямівкою. Період цвітіння: червень і липень.

## Середовище проживання
Зростає у Європі — Нідерланди, Німеччина, Австрія, Польща, Чехія, Угорщина, Румунія, Україна, Білорусь, пн.-зх.-євр. Росія.
В Україні вид зростає на трав'янистих місцях — у Карпатах